# Moderaterne
Moderaterne (Parteibuchstabe M, dänisch für Die Moderaten) ist eine Partei der Politischen Mitte in Dänemark. Sie wurde offiziell im Juni 2022 durch den ehemaligen dänischen Ministerpräsidenten Lars Løkke Rasmussen gegründet, nachdem er seine alte Partei Venstre verlassen hatte. Die Partei trat erstmals bei der Folketingswahl 2022 zur Wahl an.

## Geschichte

### Gründung
Nach einer partei-internen Auseinandersetzung innerhalb der ehemaligen dänischen Regierungspartei Venstre über den Umgang mit der schließlich zurückgetretenen stellvertretenden Vorsitzenden Inger Støjberg im Dezember 2020 kündigte der ehemalige dänische Ministerpräsident und langjährige Vorsitzende von Venstre Lars Løkke Rasmussen seine Mitgliedschaft in Venstre auf. Dabei nannte er auch sein Bestreben über die Blockbildung hinweg mit zentristischen Kräften links und rechts der Mitte politische Mehrheiten zu finden als unvereinbar mit dem aktuellen Kurs Venstres. Bereits im Wahlkampf zur Folketingswahl 2019 hatte Rasmussen mit Gedankenspielen zu einer Koalition mit den Sozialdemokraten für Aufsehen und Unruhe innerhalb seiner Partei gesorgt.
Am 8. Januar 2021 kündigte Rasmussen die Etablierung eines „politischen Treffpunkts“ an, am 5. Juni bestätigte er in einer Rede am dänischen Verfassungsgedenktag seine Intention, eine neue Partei mit dem Namen Moderaterne (deutsch: Moderate) zu gründen.
Am 2. März 2022 gab Rasmussen bekannt, dass die Frist zur Sammlung der 20.182 Unterschriften, die zur Teilnahme an Folketingswahlen notwendig sind, beendet sei. Das dänische Innenministerium bestätigte am 14. März 2022 die Gültigkeit der Sammlung und erteilte den Moderaten die Wahlzulassung. Der offizielle Listenbuchstabe ist M. Am 5. Juni 2022 wurde der Gründungsprozess erfolgreich abgeschlossen, bereits seit Januar des gleichen Jahres waren Mitgliedsanträge möglich gewesen.

### Folketingswahl 2022 und Regierungspartei
Die vorgezogene Wahl zum Folketing 2022 war die erste Gelegenheit für die neue Partei, sich dem Wählervotum zu stellen. Während des Wahlkampfes hatte sich Løkke Rasmussen zunächst auf keinen der beiden traditionellen Blöcke festgelegt. Auch über eine Regierung unter Führung der Moderaten mit ihm als Ministerpräsidenten war spekuliert worden. Bei der Wahl am 1. November 2022 wurden die Moderaten auf Anhieb drittstärkste Kraft im dänischen Parlament und erzielten 16 Mandate. Die besten Ergebnisse erzielte die Partei in den Wahlkreisen Seelands beziehungsweise der Umgebung Kopenhagens, am schwächsten schnitt sie in Jütland ab. Die angestrebte „Königsmacher“-Rolle kam jedoch zunächst nicht zustande, da der sozialdemokratisch-geführte „Rote“-Block aus eigener Kraft die erforderliche Parlamentsmehrheit von 90 Mandaten erreichte. Ministerpräsidentin Frederiksen entschied sich jedoch, ihre bisherige Minderheitsregierung nicht fortzusetzen und strebte stattdessen eine Koalition über die Blockgrenzen hinweg an. Sechs Wochen nach der Wahl – und damit nach den längsten Koalitionsverhandlungen der dänischen Geschichte kündigte Frederiksen an, gemeinsam mit der Venstre und den Moderaten eine Regierung zu bilden, die über eine eigene Parlamentsmehrheit verfügt. Die Moderaten erhalten in dieser Konstellation fünf von insgesamt 23 Ministerposten, darunter das Außenministerium, die Ressorts für Wissenschaft und Hochschulbildung, Klima und Energie, Kultur und das Seniorenministerium.

## Organisation
Auf dem Gründungstreffen der Moderaten im Juni 2022 wurde Løkke Rasmussen zum Parteivorsitzenden gewählt. Als Parteisekretär (vergleichbar den Generalsekretären bzw. Bundesgeschäftsführern politischer Parteien in Deutschland) berief er Anders Schiermer. Nach der Folketingswahl 2022 wurde Schiermer durch Kirsten Munch Andersen abgelöst.
In jedem der dänischen Großwahlkreise (storkredse) verfügt die Partei über einen Kreisvorstand.

## Parlamentarische Vertretung
Nach ihrer Gründung waren die Moderaten lediglich durch ihren Gründer und aktuellen Vorsitzenden Løkke Rasmussen im dänischen Parlament vertreten. Dieser hatte sein Mandat bei den Wahlen 2019 noch für seine ehemalige Partei Venstre gewonnen und nach seinem Austritt behalten. Nach den Wahlen 2022 zogen 16 Abgeordnete für die Moderaten ins Parlament ein. Durch Austritte aus Fraktion und Partei reduzierte sich diese Anzahl mit Stand Juli 2025 auf 12.
Da die Partei bei den Kommunalwahlen 2021 noch nicht angetreten war, stellen die Moderaten keinen Bürgermeister und waren auch zunächst in keinem Stadtrat vertreten. Durch Übertritte von anderen Parteien stellen die Moderaten mit Stand Juli 2025 landesweit 31 Ratsmitglieder.
Im Europaparlament der Wahlperiode von 2019–2024  waren die Moderaten nach dem Wechsel von Bergur Løkke Rasmussen – Sohn des Parteigründers und -vorsitzenden Lars – von der Venstre ab März 2023 mit einem Abgeordneten vertreten. Bei der Europawahl 2024 konnte die Partei erstmals ein Mandat regulär erringen, dieses ging an Stine Bosse. Sie gehören der Fraktion Renew Europe an.

## Politische Positionen
Die Moderaten nehmen für sich in Anspruch eine Partei der politischen Mitte zu sein und sich für eine pragmatische und evidenzbasierte Politik einzusetzen. Løkke Rasmussen selber erklärt es zu seinem Anspruch, den Einfluss der politischen Ränder von links und rechts zurückzudrängen und mit zentristisch orientierten Kräften von Sozialdemokraten, Liberalen, Konservativen und Sozialliberalen Dänemarks Politik zu gestalten. Vor diesem Hintergrund vermied er eine Festlegung auf einen Ministerpräsidentenkandidaten im Vorfeld der Folketingswahl 2022 und damit eine Zuordnung zum „roten“, d. h. der sozialdemokratisch geführten Mitte-Links Wahlkoalition oder „blauen“ Block, dem Mitte-rechts Venstre-geführten Gegenstück.

### Sozialpolitik
Die Moderaten bekennen sich zum dänischen Wohlfahrtsstaat, streben jedoch eine Reform desselben an. Neben Bürokratieabbau gehört auch die Umwandlung von Wohlfahrtsinstitutionen in Unternehmen der öffentlichen Hand mit größerer unternehmerischer Freiheit zu den Kernforderungen.
Zur Bekämpfung der Langzeitarbeitslosigkeit schlagen die Moderaten vor, das Gehalt von Langzeitsarbeitslosen bis zur Höhe der Arbeitslosenunterstützung aufzustocken, um die Abhängigkeit von staatlichen Leistungen zu reduzieren und eine Re-Integration in den Arbeitsmarkt zu erleichtern.
Zudem setzt sich die Partei für die Einführung eines sozialen Pflichtdienstes für junge Menschen ein.

### Umwelt- und Klimapolitik
Die Moderaten setzen sich für den Umbau Dänemarks in eine CO2-neutrale Gesellschaft ein und plädieren für eine konsequente Nutzung von Steuerüberschüssen für Investitionen in Klimalösungen sowie zur Steuerung des öffentlichen und privaten Konsums. Der Einführung einer CO2-Steuer steht die Partei aufgeschlossen gegenüber, mahnt jedoch eine Vereinbarkeit mit der wirtschaftlichen Wettbewerbsfähigkeit Dänemarks an.

### Wirtschafts- und Finanzpolitik
Um das Wirtschaftswachstum Dänemarks zu erhöhen, planen die Moderaten eine Senkung des Steuersatzes auf niedrige Einkommen sowie eine Reduzierung der Kapitalertragssteuer. Im Gegenzug soll ein neuer Spitzensteuersatz für sehr hohe Einkommen eingeführt werden. Zudem nennt die Partei die Förderung von Start-Ups und Unternehmertum zu einem ihrer Kernanliegen.

### Einwanderungspolitik
Die Kritik ihres Gründers Løkke Rasmussens an der zunehmend restriktiveren Einwanderungspolitik der Regierung Frederiksen I schlägt sich in der Position der Moderaten nieder. Die Partei plädiert für eine Öffnung des Arbeitsmarktes für qualifizierte Fachkräfte aus dem Ausland und für die Möglichkeit einer Umwandlung eines asyl-bedingten Bleiberechts in eine qualifikationsbedingte Aufenthaltserlaubnis.

### Außen- und Sicherheitspolitik
Die Moderaten bekennen sich zur dänischen Mitgliedschaft in Europäischer Union und NATO und zum Prinzip des globalen Freihandels.

## Parteivorsitzende
- Lars Løkke Rasmussen, seit 2022

## Wahlergebnisse
| Jahr | Wahl                | Stimmen | Prozent | Mandate |
| ---- | ------------------- | ------- | ------- | ------- |
| 2022 | Folketingswahl 2022 | 327.699 | 9,3 %   | 16/179  |
| 2024 | Europawahl 2024     | 145.363 | 5,9 %   | 1/15    |